# Moriondo Torinese
Moriondo Torinese là một đô thị ở tỉnh Torino trong vùng Piedmont, có vị trí cách khoảng 20 km về phía đông của Torino. Tại thời điểm ngày 31 tháng 12 năm 2004, đô thị này có dân số 808 người và diện tích là 6,5 km².
Moriondo Torinese giáp các đô thị: Moncucco Torinese, Castelnuovo Don Bosco, Mombello di Torino, Buttigliera d'Asti, và Riva presso Chieri.